# Guerras púnicas

Evolución de las posesiones cartaginesas en el transcurso de las guerras púnicas:
Roma y sus aliados en el 265 a. C.
Siracusa en el 265 a. C.
Cartago en el 265 a. C.:
Pérdidas de Cartago (241 a. C.)
Pérdidas de Cartago (Iberia, 202 a. C.)
Conquistas progresivas de los reyes numidas (202-149 a. C.)
Cartago en el 149 a. C., en vísperas de la III guerra púnica
Conquistas púnicas temporales:
Iberia púnica (218-202 a. C.)
Ciudades del sur de Italia que se pasaron a Aníbal

Se conoce con el nombre de las guerras púnicas a los tres conflictos armados que enfrentaron entre los años 264 a C. y 146 a C. a las dos principales potencias del Mediterráneo occidental de la época: Roma y Cartago. Reciben su nombre del etnónimo latino Punicus usado por los romanos para referirse a los cartagineses y a sus ancestros fenicios (de las formas más antiguas lat. arc. Poenicī < gr. Phoinicoi). Por su parte, los cartagineses llamaron a estos conflictos «guerras romanas».
En el estallido del conflicto influyó de gran manera la anexión por parte de Roma de la Magna Grecia, en el sur de la península itálica, pero la causa principal del enfrentamiento entre ambas fue el conflicto de intereses entre las colonias de Cartago y la expansión de la República de Roma. El primer choque se produjo en la isla de Sicilia, parcialmente bajo control cartaginés. Al principio de la primera guerra púnica, Cartago era el poder dominante en el mar Mediterráneo occidental, pues controlaba un extenso imperio marítimo, mientras que Roma era el poder emergente en el centro de la península itálica. Al final de la tercera guerra púnica, y después de décadas de conflicto, Roma conquistó todas las posesiones cartaginesas y arrasó la ciudad de Cartago, su capital, con lo que la facción cartaginesa desapareció de la historia.
Roma se convirtió así en el estado más poderoso del Mediterráneo occidental, lo que sumado al fin de las guerras macedónicas y la derrota del emperador seléucida Antíoco III Megas en la guerra romano-siria en el Mediterráneo oriental, convirtió a la República romana en el poder dominante en el Mediterráneo. La derrota aplastante de Cartago supuso un punto de inflexión que provocó que el conocimiento de las antiguas civilizaciones mediterráneas pasara al mundo moderno a través de Europa en lugar de África.

## Historia
Tras la anexión por parte de Roma de la Magna Grecia, ocurrida a principios del siglo III a. C., la rivalidad entre Roma y Cartago por el dominio del Mediterráneo occidental se acrecentó.
Los inicios del conflicto se remontan al momento en el que la ciudad de Mesina, originariamente griega pero en poder de los oscos, fue atacada por Hierón II de Siracusa. Los griegos de Sicilia se resistieron a prestar ayuda, por lo que los oscos decidieron solicitar auxilio a Roma. Los cartagineses apoyaron por su parte a Hierón, cercando de manera conjunta el enclave de Mesina. Finalmente, Roma repelió el sitio, lo que supuso que Hierón desistiese, rompiendo su alianza con Cartago y negociando con Roma. El final de este conflicto local no sólo no puso fin a la lucha entre las dos potencias, sino que sirvió para su recrudecimiento.
La base cartaginesa de Agrigentum fue tomada por Roma en el año 261 a C. y en el año 260 a C. vencieron a los cartaginenses en Mylae.
Los romanos habían logrado crear una poderosa flota que les confirió supremacía naval. Sin embargo, Roma sufrió una importante derrota cuando atacaron Cartago en forma directa. Tras vencer a los cartaginenses en Palermo, en el año (251 a C.), fueron derrotados en Drépano (249 a C.).
Los romanos fortalecieron su flota, diezmada por derrotas y tempestades, y en el año 241 a C. lograron el triunfo definitivo en la costa occidental de Sicilia, en las islas Egadas, tras la que se firmó el tratado de Lutacio. El tratado recibió su nombre al ser llamado así Cayo Lutacio Cátulo, impulsor del acuerdo. Dicho tratado supuso duras consecuencias para los cartagineses: devolución de prisioneros, la evacuación de la isla de Sicilia y el abono de una cuantiosa indemnización. Así terminó la primera guerra púnica.
Aprovechando los romanos una revuelta entre los propios cartagineses, en el año 238 a C., se apoderaron de Cerdeña y luego de Córcega. Para hacer frente a sus pérdidas, los cartagineses intentaron extender sus dominios hacia Hispania, estableciendo un acuerdo con Roma para realizar sus conquistas al sur del río Ebro. Se sucedieron en el mando de las tropas cartaginesas Amílcar Barca, Asdrúbal y finalmente Aníbal, en el año 221 a C., quien atacó la ciudad de Sagunto, ubicada en la zona acordada, pero aliada de Roma. Tras rechazar a los emisarios romanos, que pedían su rendición, los cartagineses y romanos se enfrentaron nuevamente.
Aníbal se dirigió hacia Italia para luchar contra los romanos, cruzó los Alpes, logrando el apoyo de los galos, que habitaban la llanura del Po, logrando vencer a los romanos en las márgenes del Ticino y del Trebia, y en el año 216 a C. la batalla de Cannas (Apulia), consagró a los cartagineses como triunfantes sobre Roma que perdió aproximadamente 30 000 hombres. Sin embargo, y a pesar del apoyo que Aníbal recibió de Filipo V de Macedonia y del rey de Siracusa, el estratega romano Fabio Máximo ideó el plan de una guerra de desgaste, evitando las batallas abiertas.

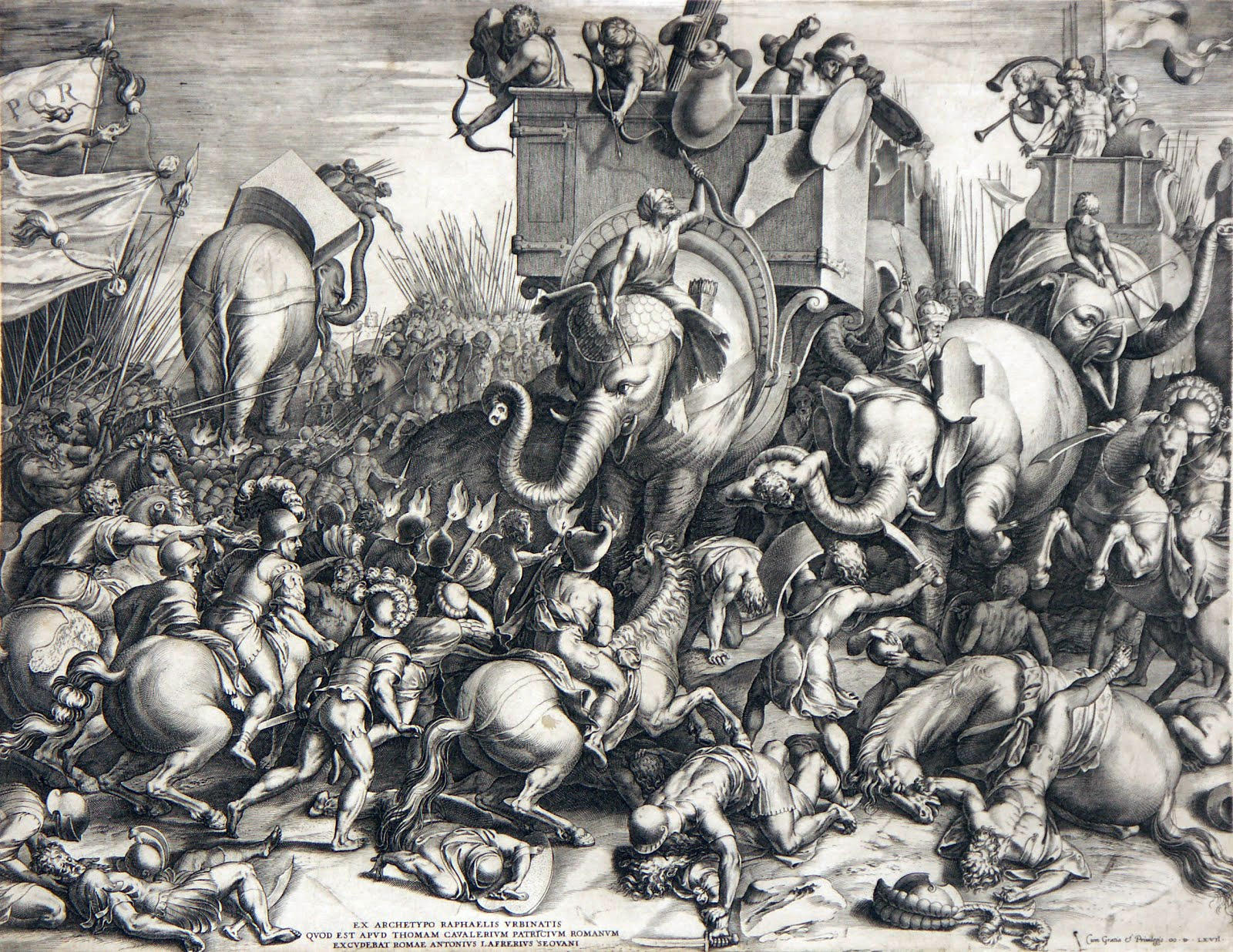
La Batalla de Zama según un grabado de Cornelis Cort (1567).

Poco tiempo después los romanos vencieron en Capua y luego en Siracusa y en Hispania, los hermanos Escipiones derrotaron a Asdrúbal, y luego recuperaron Sagunto (214 a C.), aunque fueron derrotados los Escipiones y muertos en el año 211 a C. En el año 209, Escipión el Africano tomó Cartagena y en el 210 a C. triunfó en Baecula. Asdrúbal fue definitivamente derrotado por Nerón cuando se dirigía a Umbría para unirse a Aníbal, quien se retiró a África, lugar que abandonó para dirigirse a Cartago, donde el ejército a cargo de Publio Escipión intentaba imponerse. La batalla de Zama, en el año 202 a C. significó la victoria definitiva de Roma, donde Cartago fue condenada económicamente, viéndose privada de su flota y confinada a un área restringida. Este es el fin de la segunda guerra púnica. La tercera guerra púnica fue realizada por motivos económicos, ya que Cartago, a pesar de su derrota, era una gran competencia en el comercio del Mediterráneo.
Aprovechando que los cartagineses respondieron ante el asalto de Horóscopo en su defensa, pero como no podían hacerlo sin permiso romano, decidieron atacar. Los cartagineses trataron de descomprimir el conflicto condenando a muerte al jefe militar Asdrúbal y a sus hombres, y brindando a Roma sus excusas, pero fue inútil, tras lo cual decidieron rendirse. Cartago recibió la orden de ser destruida, pero los habitantes se reorganizaron a las órdenes de Asdrúbal a quien se le había concedido un armisticio a su condena a muerte, y lograron resistir el sitio romano, hasta que el nieto adoptivo de Escipión el Africano, Publio Cornelio Escipión Emiliano, en el año 147 a C. logró rodear completamente la ciudad, que comenzó a sufrir el desabastecimiento. En el año 146 a C. los romanos lograron entrar a la ciudad, entablándose una lucha encarnizada de seis días, donde vencieron los romanos y la ciudad fue destruida. Al término de las guerras púnicas (llamadas así por ser la denominación que los romanos daban a los cartagineses, pueblo de origen fenicio) las islas de Sicilia, Cerdeña y Córcega, el norte de África, y el sur y el este de España se convirtieron en provincias romanas.
La principal causa de las guerras púnicas fue el conflicto de intereses entre el Imperio Cartaginense y la por entonces República de Roma, en plena expansión y camino de convertirse en el vasto imperio en que se convirtió.

## Antecedentes
A su inicio en el año 264 a C., Cartago estaba ubicada en la costa de la moderna Túnez, en el norte de África, fundada por los fenicios en el siglo IX a. C. Era una poderosa ciudad-Estado con un gran imperio comercial basado en sus colonias exteriores, y exceptuando a Roma, el más poderoso estado del Mediterráneo occidental. La armada de Cartago no tenía rival en la época, pero su ejército permanente en tierra no era demasiado potente; Cartago no era un estado conquistador, sino comercial, por lo que no necesitaba grandes contingentes de soldados más que en los momentos puntuales en que se encontrara en guerra. Además, solía confiar en el uso liberal de mercenarios para complementar (o incluso formar casi por completo) dichas fuerzas, contratados gracias a las considerables riquezas procedentes del comercio, la base de su economía.
Los intereses de este imperio comercial se encontraron en oposición, con los de la floreciente República de Roma, que se encontraba en plena expansión. Fundada en el siglo VIII a. C., la primitiva ciudad-Estado, convertida en una república el año 509 a C., ya controlaba la totalidad de la península itálica, y dirigía ahora sus ojos hacia lo que eran las líneas naturales de expansión por tierra, Sicilia, en el sur, y la Galia Transalpina, en el norte. Las causas del expansionismo romano deben de buscarse en la asunción de una política imperialista por parte del patriciado romano, con la intención de mitigar las tensiones sociales presentes desde los mismos inicios de la República y que en palabras de Diego Peña y Javier Martínez-Pinna llevó a la aristocracia romana a poner sus ambiciones en el exterior y a convertir la ciudad-estado en un imperio feroz y desmedido que duró mientras había tierras fértiles que conquistar, pero que colapsó en sus propias contradicciones una vez que llegó al límite geográfico de las mismas... las guerras púnicas se enmarcan en este lapso de tiempo en el que Roma es un imperio incipiente, donde empieza a conquistar y a repartir el botín entre su ciudadanía.
Aunque con una armada menos numerosa y con menos experiencia, su ejército permanente era ya la fuerza de combate terrestre más potente de su época, bien entrenado, equipado y con vasta experiencia militar tras los dos siglos de luchas intermitentes que precedieron la conquista de sus territorios italianos.Tan pronto como Roma finalizó su conquista inició la expansión hacia el norte y el sur, lo que trajo inevitablemente el conflicto con Cartago, que de pronto vio amenazada su influencia en el Mediterráneo, vital para mantener su imperio comercial. Roma y Cartago se enfrentaron por tres veces, en los conflictos posteriormente conocidos como las guerras púnicas, entre el 264 a C. y el 146 a C. La victoria final de la República de Roma supuso la desaparición de Cartago y la anexión de sus colonias y ciudades, lo que convirtió al vencedor en la nación más poderosa de Europa y el Mediterráneo, iniciando una hegemonía que mantendría hasta la división del Imperio por Diocleciano el 286.

## Primera guerra púnica (264-241 a. C.)

Desarrollo de la primera guerra púnica.

Las primeras fases de la guerra consistieron en batallas terrestres, en Sicilia y el norte de África, pero a medida que avanzó el conflicto se convirtió en una guerra eminentemente naval. El conflicto fue costoso para ambos bandos, pero Roma se alzó con la victoria: conquistó la isla de Sicilia, obligando además a la derrotada Cartago a pagar un cuantioso tributo. El resultado de la guerra desestabilizó tanto a Cartago que Roma le arrebató Córcega y Cerdeña sin apenas esfuerzo unos años después, cuando la primera se vio arrastrada a la guerra de los Mercenarios.
La primera guerra entre Roma y Cartago empezó como un conflicto local en Sicilia entre Siracusa, liderada por Hierón II, y Mesina, controlada por los Mamertinos. Estos eran un grupo de mercenarios de la Campania que el año 289 a C., al quedarse sin trabajo tras la muerte de su último patrón, Agatocles de Siracusa, habían tomado a traición el pueblo griego de Mesina, convirtiéndose en sus dirigentes tras masacrar a la mayoría de la población, adueñarse de todas las propiedades, y expulsar a los supervivientes varones, quedándose con las mujeres a la fuerza.
Durante las dos décadas y media que duró su dominio, los Mamertinos se dedicaron a la piratería, tanto por tierra como por mar, y convirtieron el pueblo de Mesina en una base permanente para sus continuas expediciones de saqueo por Sicilia y sus costas. A partir del 270 a C. Hierón II les plantó cara, y para el 265 a C. el ejército ciudadano de Siracusa había logrado asediar Mesina tras vencer a los Mamertinos en repetidas ocasiones. Viéndose en mala situación, estos cometieron el último error de sus vidas al requerir la ayuda de la armada de Cartago, para luego traicionarles solicitando ayuda al Senado romano para defenderse de la «agresión cartaginesa». La República de Roma respondió enviando una guarnición armada con el fin de asegurar Mesina, y entonces los enfurecidos cartagineses, liderados por Amílcar Barca decidieron ayudar militarmente a Siracusa. Con ambas potencias involucradas en el conflicto local, este pronto se convirtió en una guerra a gran escala entre Roma y Cartago por el control de Sicilia.
Tras la estrepitosa derrota en Agrigento, los líderes cartagineses decidieron evitar las confrontaciones directas en tierra con las legiones romanas, concentrándose en el mar. La armada de Cartago era superior a la armada romana en todos los aspectos: sus tripulaciones tenían más experiencia en la guerra naval de la época, era más numerosa, y disponía de mejores avances técnicos, ya que sus naves eran más rápidas y maniobrables. Batallas como la de las Islas Eolias son un buen ejemplo de esa diferencia inicial.
Sin embargo la reacción romana no se hizo esperar; la república consiguió planos detallados e información de primera mano de los medios de fabricación naval usados por Cartago y procedió a volcar toda su capacidad de producción en la construcción de una nueva armada. En menos de dos meses, los romanos tenían ya una flota de más de 100 naves. La producción prosiguió a un ritmo tan acelerado, que pronto la ventaja numérica de los cartagineses, obligados a mantener sus flotas separadas para defender sus amplias rutas comerciales, se redujo al mínimo.
También se introdujeron mejoras técnicas: sabedores de que no podían superar a las naves cartaginesas en velocidad, los romanos incorporaron una especie de puente de asedio en la proa de sus buques, el corvus (‘cuervo’). Este se tendía sobre naves enemigas adyacentes, con lo que podían ser abordadas por legionarios completamente armados y acorazados, capaces de masacrar a la tripulación enemiga y capturar la nave. Hasta entonces, las batallas navales incluían muy pocas acciones de abordaje; la táctica principal consistía en embestir al enemigo con el ariete incorporado en la proa de la mayoría de las trirremes. De llegarse a la lucha cuerpo a cuerpo, esta se solía realizar entre tripulaciones de marineros y remeros, con armaduras ligeras y armas cortas. Los romanos incorporaron a la contienda el uso de su excelente infantería pesada, permitiéndoles el uso también en el mar de una de sus mayores ventajas estratégicas, que hasta entonces solo había podido ser empleada en tierra, reduciendo la ventaja táctica de la flota cartaginesa (a partir de entonces se hizo mucho más peligroso acercarse a un barco romano). Sin embargo, el corvus era un artilugio pesado, con sus propios peligros, y su uso fue quedando obsoleto a medida que la flota romana fue ganando experiencia.
Exceptuando la desastrosa derrota de la batalla de los Llanos del Bagradas en África, y las batallas navales de las Islas Eolias y Drépano, la primera guerra púnica fue una cadena casi ininterrumpida de victorias romanas. Finalmente, el año 241 a C., Cartago firmó un tratado de paz con Roma, cediéndole el control absoluto de Sicilia. Los años posteriores a la primera guerra púnica fueron aprovechados por Cartago para mejorar sus finanzas y expandir su imperio colonial en Hispania (nombre genérico dado en la época a la península ibérica, las actuales España y Portugal) bajo el liderazgo de la familia Barca. Durante esa época la atención de Roma se concentró principalmente en las Guerras Ilíricas. Sin embargo, al finalizar esta, prosiguió su expansión, iniciando una diplomacia agresiva en Hispania que incluía alianzas con enemigos locales de Cartago.
Finalmente, el año 219 a C., Aníbal Barca, hijo de Amílcar Barca, atacó Sagunto, ciudad aliada de Roma, iniciando con ello la segunda guerra púnica.

## Guerra de los Mercenarios

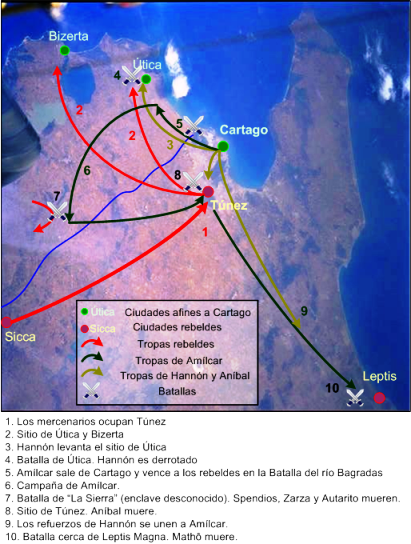
Movimientos de los mercenarios utilizados durante la guerra.

En el año 240 a C., las tropas mercenarias de Cartago se rebelaron. Aprovechando la oportunidad, Roma arrebató a los cartagineses las islas de Córcega y Cerdeña en el 238 a C. A partir de entonces, los romanos usaron el término Mare Nostrum (Nuestro Mar) para referirse al mar Mediterráneo, ejerciendo el control efectivo del mismo. La armada romana podía evitar invasiones anfibias en su territorio, controlar las rutas comerciales e invadir otras costas durante tres años y cuatro meses que la Guerra de los Mercenarios estuvo vigente. Tras ser nombrados generales, Matón y Spendios enviaron misivas a las ciudades tributarias de Cartago, incitándolas a deshacerse del yugo púnico y unirse a ellos en el conflicto. Sufriendo los gravosos tributos que cayeron sobre ellas tras la desastrosa guerra con Roma, accedieron fácilmente a las peticiones de los mercenarios, lo que convirtió el motín original en un levantamiento nacional. Sólo dos ciudades se mantuvieron leales: Bizerta y Útica.

### Batalla de la Sierra
Matón permaneció en la ciudad de Túnez, mientras Spendios, Autarito y el africano Zarza movilizaban un ejército de cincuenta mil hombres para enfrentarse a Amílcar (239 a C.), prácticamente en su totalidad africanos. Hostigándolos en campo abierto y erosionando su ejército con acciones puntuales de gran habilidad, Amílcar los condujo hacia el desfiladero conocido como la Sierra. Los rebeldes, que buscaban siempre alejarse del llano y ocupar las colinas y montañas, habían caído en su propia trampa.
Después de asediar durante días la boca del desfiladero, bloqueando el resto de salidas por medio de fosos y trincheras, los mercenarios amenazaron a sus jefes, viendo que los refuerzos de Túnez no llegaban y el hambre era cada vez más acuciante.
Los líderes rebeldes pactaron entonces con Amílcar, entregándose los oficiales más importantes. Entre estos se encontraban Autarito, Zarza y Spendios. Creyendo haber sido traicionados, los soldados atacaron entonces, y fueron masacrados por el ejército de Amílcar. Se dice que murieron más de cuarenta mil (prácticamente la totalidad del ejército rebelde).

### El sitio de Túnez

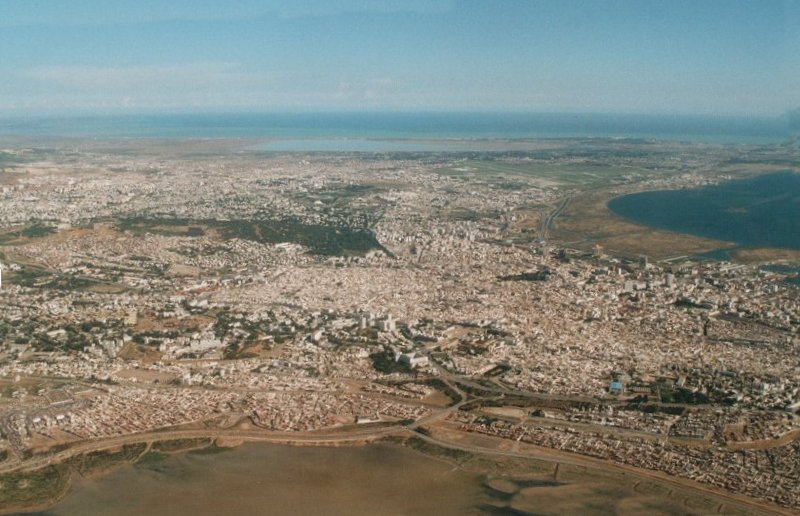
Vista aérea de Túnez en la actualidad.

La derrota de las tropas africanas hizo que muchas ciudades regresaran al bando cartaginés. Dueño de las llanuras y con las ciudades africanas de su lado, Amílcar se dirigió a Túnez, poniendo la ciudad bajo asedio.
El contingente de Aníbal puso asedio al lado de Túnez que miraba a Cartago, mientras Amílcar se emplazó en el lado opuesto. Una vez establecido el sitio, los líderes rebeldes fueron crucificados a la vista de los muros de la ciudad.
Matón salió entonces de la ciudad atacando el campamento de Aníbal, que fue capturado vivo por el libio. Entonces, descolgando el cuerpo de Spendios, colgó al cartaginés en su lugar, degollando a sus oficiales a los pies de la cruz.
Amílcar llegó tarde a socorrer a Aníbal, y la derrota provocó el retorno de Hannón desde Cartago, al mando de los últimos hombres en edad adulta capaces de portar armas que quedaban en la metrópoli. Después de varias reuniones, los generales olvidaron sus diferencias y actuaron de forma conjunta para acabar con Matón, que pasó a la defensiva.
Los generales púnicos tendieron emboscadas al africano cerca de las últimas ciudades que permanecían en el bando rebelde, como Leptis Magna, al sureste. Finalmente, acosado en todos los frentes, Matón resolvió dar batalla campal al enemigo.
Existe poca información sobre esta batalla, aunque se sabe que la victoria se decantó del lado cartaginés. Matón fue capturado vivo, y el resto de ciudades que permanecían en el bando rebelde se rindieron a Cartago, Túnez incluida.

## Segunda guerra púnica (218-201 a. C.)

Mapa que muestra las posesiones de Roma y Cartago antes de comenzar la primera guerra púnica.

La segunda guerra púnica (218 a. C.-201 a C.) es la más conocida de las tres, por producirse durante ella la famosa expedición militar de Aníbal contra Roma cruzando los Alpes. En la segunda guerra púnica destacan las victorias cartaginesas en la batalla del Lago Trasimeno y la batalla de Cannas y la victorias romanas en la batalla de Cartago Nova (Qart Hadasht en cartaginés) y la batalla de Zama (la cual dio la victoria final a Roma en la guerra)
Partiendo desde la actual Cartagena, en el sur de Hispania, Aníbal condujo a su ejército hacia el norte, hasta la ciudad de Sagunto, ante el ataque, esta ciudad pidió ayuda a Roma en virtud de un pacto que había sido firmado anteriormente. Roma exigió a Aníbal que dejase el sitio de la ciudad pero este se negó, lo que provocó el inicio de la segunda guerra púnica. Aníbal se adelantó a los ejércitos enviados por Roma a la península ibérica y cruzó los Alpes, invadiendo por primera vez la península itálica desde el norte; derrotó a todas las fuerzas que la República de Roma lanzó en su contra en las batallas de Tesino, Trebia, Trasimeno y Cannas, donde fueron derrotados 2 ejércitos consulares enteros. Aníbal se mantuvo con su ejército en Italia durante dieciséis años pero no fue capaz de poner Roma bajo asedio por no disponer de suficientes tropas, ya que el cruce de los Alpes y las batallas posteriores supusieron la pérdida de gran parte de sus soldados y elefantes de guerra. Por su parte, la República de Roma, no lograba expulsarle de Italia, debido principalmente a que no se enfrentaba solo contra Cartago, sino también contra el rey Filipo V de Macedonia. Esto provocó un estado de peligro constante en la península itálica para Roma, debido a la pérdida continua de legiones por sus derrotas contra Aníbal. Combatió contra esta también en Hispania y Sicilia, y además libró la primera guerra macedónica en Grecia. La República salió triunfante en todos los teatros en los que combatió gracias a la expulsión de Cartago de Hispania por obra del joven general romano Publio Cornelio Escipión el Africano. La situación de estancamiento en Italia fue finalmente resuelta tras la victoria en Hispania, lo cual provocó el traslado de la guerra a África, con el fin de asediar la propia Cartago, no sin antes por pasar por Sicilia donde Escipión el Africano como cónsul formaría su ejército tomando los despojos de las legiones de Cannas. Cuando estuvo listo Escipión pasaría al norte de África donde formaría una alianza con el príncipe númida Masinisa el cual estaba enfrentado al rey numada Sifax, aliado de Cartago, dotando a los ejércitos proconsulares de Escipión de la valiosa caballería númida. La gravedad de la amenaza romana obligó a Aníbal a volver a toda prisa a su ciudad, siendo finalmente derrotado por primera vez en la batalla de Zama por Escipión el Africano (quien recibió este sobrenombre por su victoria). La derrota supuso el fin de la guerra, y Cartago vio limitadas sus posesiones territoriales a la propia ciudad, perdiendo todas sus colonias comerciales.
Durante la segunda guerra púnica se combatió en tres teatros principales: Italia, donde Aníbal venció a las legiones romanas de forma continuada; Hispania, donde Asdrúbal Barca, hermano menor de Aníbal, defendió las ciudades coloniales cartaginesas frente a los hermanos Escipión, Publio y Cneo (padre y tío de Escipión Africano respectivamente) hasta que fue obligado a retirarse hacia Italia debido a los avances de Roma ya con Escipión Africano; y Sicilia, donde los romanos mantuvieron siempre su supremacía militar frente a los intentos cartagineses de recuperar la isla. Aunque podría considerarse África como un cuarto teatro de operaciones, las acciones allí no tuvieron suficiente extensión en el tiempo ni geográficamente para aceptarlo como tal ya que solo se batallará aquí cuando la guerra en otros frentes ya haya terminado.
La guerra se inició tras el asedio y conquista de Sagunto por parte de Aníbal, que supuso el casus belli que permitió a Roma declarar la guerra a Cartago. Aníbal consideraba que la superior capacidad de producción romana les daba ventaja en cualquier enfrentamiento prolongado, por lo que la guerra debía resolverse cuanto antes mejor. La única forma de lograrlo era llevando a su ejército a la península itálica y conquistar Roma, o en su defecto, causarles tantos destrozos como para obligar al Senado de Roma a pactar la rendición. Pero desde el final de la primera guerra púnica, el mar Mediterráneo estaba controlado casi completamente por la armada romana, de modo que el ejército no podía trasladarse por mar. Así que Aníbal, para sorpresa de propios y extraños, decidió llevar al ejército por tierra, cruzando los Alpes. El paso de los Alpes en invierno por el ejército de Aníbal fue considerado en su día una hazaña militar sobresaliente, a pesar de que hoy en día se duda si el factor sorpresa fue suficientemente valioso debido a todas las bajas que sufrió mientras lo cruzaba, perdiendo a casi todos sus elefantes.

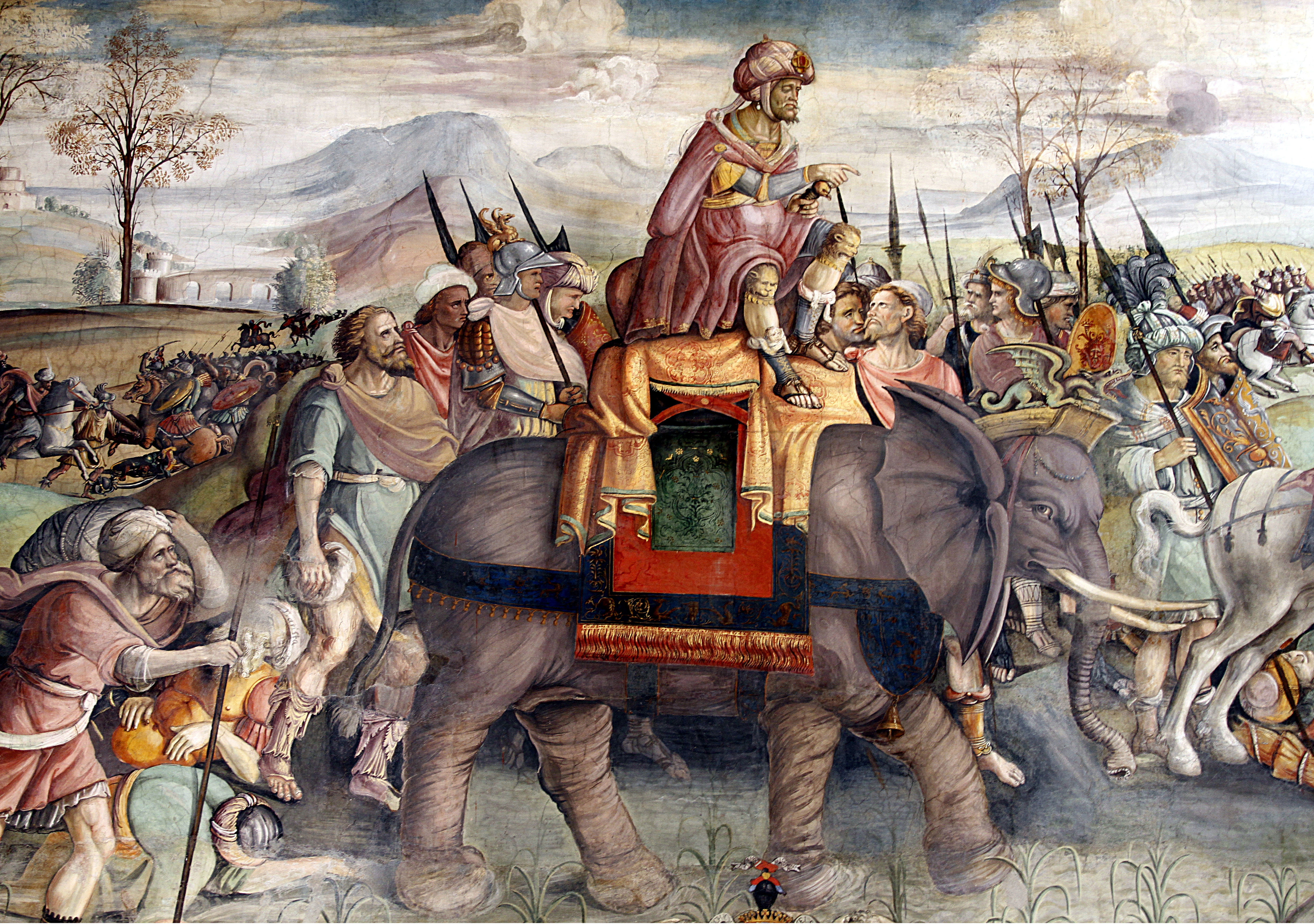
Parte de un fresco del Palazzo del Campidoglio (1510) que representa a Aníbal cruzando los Alpes durante la segunda guerra púnica con sus elefantes.

Aníbal entró en Italia al mando de un ejército cartaginés reforzado con infantería gala e hispana, caballería númida, y otros mercenarios, así como treinta y siete elefantes. Aplastó de forma contundente a todas las fuerzas que los romanos le opusieron, especialmente en las batallas del Trebia, del lago Trasimeno y de Cannas. Pero la falta de efectivos y maquinaria de asedio le impidió conquistar la ciudad de Roma, con lo que le fue imposible asestar el golpe crucial con el que esperaba acabar la guerra.
Aníbal ya era consciente de esa posibilidad desde antes incluso de iniciar el asalto sobre Italia, y había decidido que, de producirse, se dedicaría a asolar la península, en la esperanza de conseguir que los aliados locales de Roma cambiasen de bando. Sin embargo, a pesar de sus tremendos éxitos, no logró su objetivo: los aliados de la República en su gran mayoría se mantuvieron fieles, con la excepción de algunas ciudades-estado del sur. Del mismo modo, la República se mantuvo imperturbable a la presencia del invencible ejército de Aníbal en sus proximidades.
Un factor determinante sin duda fue la falta de refuerzos recibidos; se ha argumentado en muchas ocasiones que, de tener soldados en cantidad suficiente, Aníbal podría haber intentado el asalto directo sobre Roma a pesar de la falta de armamento de asedio. Sin embargo, y a pesar de sus muchas súplicas en ese sentido, Cartago solo mandó refuerzos al ejército de Hispania. La incapacidad de finalizar el conflicto de forma decisiva abocó a Cartago a una guerra de larga duración que el propio Aníbal había predicho que no podrían ganar.
Por su parte, en Roma prevalecía la idea de que, mientras estuviera en Italia con suficientes fuerzas, Aníbal era invencible. De modo que, a la vista de la incapacidad de Aníbal de conquistar la ciudad, se decidió concentrar los esfuerzos en el exterior: Hispania y Grecia, donde se estaba librando ya la primera guerra macedónica. Siguiendo la misma idea de Aníbal de llevar la guerra al enemigo, los romanos desembarcaron un gran ejército en Hispania con el que amenazar las posesiones cartaginesas en la zona y cortar cualquier posible ruta de suministro a Aníbal. El joven comandante Escipión el Africano, que ya se había enfrentado con las fuerzas de Aníbal en Italia, consiguió tras varios enfrentamientos vencer a las tropas cartaginesas en Hispania lideradas por Asdrúbal Barca y obligarlas a retroceder. Asdrúbal, sabedor de que su hermano no podía realizar el asalto final sobre Roma por la falta de efectivos, y previendo que la situación en Hispania iría empeorando progresivamente, decidió intentar unir su ejército mercenario con el de Aníbal en Italia, por lo que abandonó Hispania y cruzó también los Alpes siguiendo sus pasos. Asdrúbal entró en Italia por el valle del Po. Allí le estaba esperando Cayo Claudio Nerón al mando de un gran ejército romano: la idea de tener otro gran ejército cartaginés en su suelo causó terror en Roma, y decidieron oponerle todas las fuerzas disponibles.

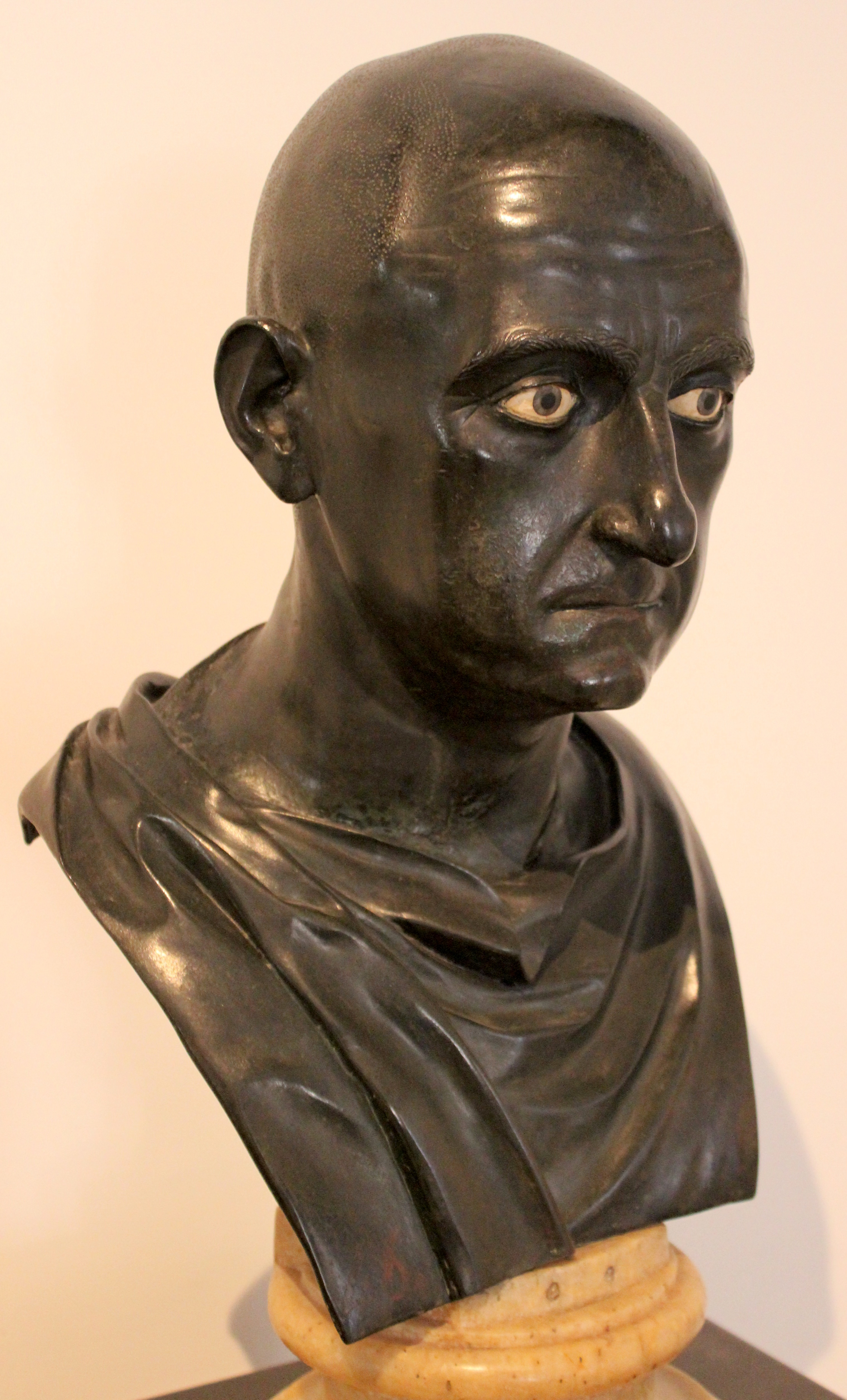
Busto atribuido tradicionalmente a Escipión el Africano. Museo Arqueológico Nacional de Nápoles.

El enfrentamiento consiguiente fue conocido como batalla del Metauro. El comandante romano, sabedor de la necesidad de destruir el nuevo ejército cartaginés a cualquier precio, consiguió rodearlo tras sacrificar a 700 de sus mejores hombres en una maniobra de distracción. Asdrúbal, sabiéndose perdido, se arrojó sobre las líneas romanas, prefiriendo la muerte a ser capturado. Los romanos arrojaron su cabeza al campamento de su hermano Aníbal poco después, quien procedería a retirarse hacia las montañas. En los dieciséis años que pasó en Italia, este fue el único intento de reforzar a su ejército, tarde y mal. Mientras tanto, en Hispania, Escipión capturó casi sin oposición el resto de ciudades cartaginesas, finalizando el dominio cartaginés en la península, y empezó a preparar la invasión de la propia Cartago.
Ante esta amenaza directa, Aníbal recibió la orden de abandonar el ejército de Italia y volver a toda prisa a Cartago a preparar la defensa y enfrentarse a Escipión. Sin embargo, sufrió una derrota decisiva en la batalla de Zama el año 202 a C. Cartago pidió la paz, y las condiciones romanas fueron terribles: todas las colonias cartaginesas fueron entregadas a Roma, recibió la obligación de entregar a Roma una cuantiosa indemnización, y se le prohibió volver a tener unas fuerzas armadas o reclutar mercenarios más que en cantidades testimoniales, pasando a depender de Roma para cualquier tema relacionado con su propia defensa. Tras esto Cartago nunca más volvería a ser una potencia y sería independiente mientras Roma estuviese interesada.
Aníbal tomó parte activa en la reconstrucción de Cartago, pero su larga temporada de liderazgo y sus éxitos le habían granjeado numerosos enemigos entre su propio pueblo. Sus oponentes se unieron en una sola facción y protestaron frente a Roma, obligándole a huir a Asia Menor en el año 195 a C., siendo sus propiedades y las de su familia confiscadas por la élite dirigente cartaginesa. En el este, Aníbal sirvió a varios reyes locales como asesor militar, generalmente en enfrentamientos con Roma. Sirvió en esas funciones en la corte del Imperio seléucida huyendo tras la batalla de Magnesia al saber que Antíoco III Megas pretendía entregarle a los romanos para congraciarse con ellos. Perseguido, Aníbal acabó suicidándose en el 183 a C. para evitar su captura por agentes romanos.

## Tercera guerra púnica (149-146 a. C.)
La llamada tercera guerra púnica (149 a. C.-146 a C.) comprende casi en exclusiva la batalla de Cartago, una operación de asedio de larga duración que acabó con el saqueo y la destrucción completa de la ciudad de Cartago. Las causas de la guerra fueron, por un lado, el creciente sentimiento anti-romano en Hispania y Grecia, y por el otro, el visible resurgir del poderío militar cartaginés, reducido artificialmente por Roma tras la segunda guerra púnica.
Obligada a un ejército puramente nominal por las condiciones del tratado de paz con Roma, Cartago sufría regularmente incursiones de saqueo desde la vecina Numidia, las cuales, a raíz del mismo tratado, eran arbitradas por el Senado romano, quien solía favorecer a ésta en la mayoría de sus resoluciones. Tras soportar esta situación durante casi cincuenta años, Cartago consiguió pagar todas las indemnizaciones de guerra que le debía a Roma, tras lo cual comunicó públicamente que dejaba de considerarse ligada a las restricciones del tratado, en contra de la opinión de Roma. Organizó un ejército para resistir a la siguiente incursión númida, aunque perdió, lo que le supuso el pago de más indemnizaciones (esta vez a Numidia).
Alarmados por este rebrote de militarismo cartaginés, y temiendo el resurgir del mayor campeón de la causa anti-romana, muchos romanos abogaban por su destrucción completa a modo preventivo. Catón el Viejo, a quien también disgustaban las muestras públicas de opulencia que se hacían en la ciudad, tras ser testigo del resurgir del viejo enemigo en un viaje a Cartago, solía acabar todos sus discursos en el senado, sin importar cual fuera el tema, con la frase:

Ceterum censeo Carthaginem esse delendam («Es más, creo que Cartago debe ser destruida»)

Durante el año 149 a C., Roma realizó una serie de reclamaciones, a cual más exigente, con la clara intención de empujar a Cartago a una guerra abierta, proporcionando un casus belli que esgrimir ante el resto del mundo antiguo. Tras exigir la entrega de 300 hijos de la nobleza cartaginesa como rehenes, se demandó que la ciudad fuera demolida y trasladada a otro punto más hacia el interior de África, lejos de la costa. Esa fue la gota que colmó el vaso de la paciencia cartaginesa. Se negaron a aceptar tal demanda, y Roma declaró el inicio de la tercera guerra púnica. La población de Cartago, que hasta el momento había confiado principalmente en el uso de mercenarios, tuvo que tomar una parte mucho más activa en la defensa de la ciudad. Se fabricaron miles de armas improvisadas en un corto espacio de tiempo, llegándose incluso a emplear pelo de las mujeres cartaginesas para trenzar cuerdas de catapulta, con lo que se logró rechazar el ataque inicial romano.
Una segunda ofensiva, liderada por Publio Cornelio Escipión Emiliano, acabó tras un asedio de tres años de duración en el que finalmente los romanos lograron romper las murallas de la ciudad, la saquearon, y procedieron a quemarla por completo hasta sus cimientos. Los habitantes supervivientes fueron vendidos como esclavos, y Cartago dejó de existir hasta que César Augusto la reconstruyera como colonia para veteranos, un siglo más tarde.